# Leo Cox (politicus)
Leo Cox (Hasselt, 27 september 1950 - Aalst, 25 september 2024) was een politicus in België met de Nederlandse nationaliteit, eerst voor Agalev en vervolgens CVP / CD&V.

## Levensloop
Leo Cox werkte mee aan de opstelling van de Agalev-kieslijsten voor de Europese Parlementsverkiezingen van 1979 en de nationale verkiezingen van 1981. Toen deze laatste twee volksvertegenwoordigers en een senator opleverden, ontstond begin 1982 een partijstructuur waarvan hij de secretaris werd. De functie werd al gauw politiek secretaris genoemd en Cox zou die uitoefenen tot 1989. Van 1993 tot zijn aftreden in 1994 was hij vervolgens ook de eerste secretaris-generaal van de Europese Federatie van Groene Partijen.
In 1994 haalde toenmalig CVP-voorzitter Johan Van Hecke hem, alsook Europees parlementslid Paul Staes, over om als "groene verruimer" naar de CVP over te komen. Cox en Staes haalden hierbij het argument aan dat ze Agalev verlieten omwille van meningsverschillen betreffende grote politieke idealen en de beperkte doorgroeimogelijkheden van de partij. Indirect gaf hij zo aan de leden mee dat Agalev volgens hem geen toekomst had. Zijn overstap naar de CVP baarde niet alleen opzien omdat hij tot kort daarvoor politiek-secretaris was, maar ook omdat hij op dat ogenblik stafmedewerker van Agalev in het Europees Parlement was. Staes werd senator en ook Cox kreeg een betrekking in de christendemocratische familie.
In 2001 bekende hij zich, evenals Herman Schueremans en de ex-Agalev'ers Paul Staes en Marleen Van Heusden, wederom als een van de medestanders van Johan Van Hecke en werd hij actief in diens Christen-Democratische Vernieuwing (CDV). Deze beweging werd later omgedoopt tot de Nieuwe Christen-Democraten (NCD) die niet veel later (uitgedund) zou opgaan in de Vld. In tegenstelling tot Schueremans en compagnon-de-route Paul Staes maakte hij de overstap niet en bleef hij actief binnen CD&V.
Daarnaast was hij een van de stichtende leden van B Plus in 1998, een politieke beweging over de partijgrenzen heen, die zich als drukkingsgroep opstelde tegen het separatisme en pro een waarachtig en evenwichtig federalisme.